# Regionalwahl in Kalabrien 1975
Die Regionalwahl in Kalabrien 1975 fand am 15. und 16. Juni statt.

## Wahlergebnis
| Listen            | Listen                                        | Stimmen   | %    | Mandate |
| ----------------- | --------------------------------------------- | --------- | ---- | ------- |
|                   | Democrazia Cristiana                          | 424.076   | 39,5 | 17      |
|                   | Partito Comunista Italiano                    | 270.412   | 25,2 | 10      |
|                   | Partito Socialista Italiano                   | 158.406   | 14,7 | 6       |
|                   | Movimento Sociale Italiano – Destra Nazionale | 89.286    | 8,3  | 3       |
|                   | Partito Socialista Democratico Italiano       | 56.364    | 5,2  | 2       |
|                   | Partito Repubblicano Italiano                 | 32.305    | 3,0  | 1       |
|                   | Partito di Unità Proletaria per il Comunismo  | 29.423    | 2,7  | 1       |
|                   | Partito Liberale Italiano                     | 14.081    | 1,3  | –       |
| Gesamt            | Gesamt                                        | 1.074.353 | 100  | 40      |
|                   |                                               |           |      |         |
| Ungültige Stimmen | Ungültige Stimmen                             | 61.807    | 5,4  |         |
| Wähler            | Wähler                                        | 1.136.160 | 83,1 |         |
| Wahlberechtigte   | Wahlberechtigte                               | 1.366.786 |      |         |